# Plectris gutierrezi
Plectris gutierrezi är en skalbaggsart som beskrevs av Frey 1967. Plectris gutierrezi ingår i släktet Plectris och familjen Melolonthidae. Inga underarter finns listade i Catalogue of Life.